# 刘玉红 (羽毛球运动员)
刘玉红（1973年4月12日—2006年），四川人，中国前女子羽毛球运动员。

## 生平
刘玉红是中國國家羽毛球隊的主力成員，曾在1994年優霸盃任隊中的第三單打，惜在決賽前舊患復發，其位置則由當時19歲的新秀张宁取代。同年，刘玉红出戰在上海舉行的亞洲羽毛球錦標賽女子單打比賽，贏得亞軍。退役後，刘玉红曾擔任四川省羽毛球队的主教練。2006年因腦癌病逝。